# عبد الرحمن خاشقجي
عبد الرحمن بن عبد الإله خاشقجي (1941-) شيخ مؤذني المسجد النبوي الشريف، من مواليد المدينة المنورة عام 1360 هـ، بدأ عمله في المسجد النبوي بتنظيف قبابه، ثم بدأ يساعد والده في الأذان، إذ استمر والده في الأذان أكثر من خمسين عاماً حتى وفاته عام 1416 هـ.

## بدايته
خاشقجي بعد أن بلغ 14 عاماً قرر أن يصبح ملازماً للمؤذنين الكبار حتى عين مؤذناً في المسجد النبوي، واستمر يرفع الأذان منذ أكثر من أربعين عاماً إلى الآن.

## العمل في الآذان
وتبدأ قصة عمله حينما رفع الأذان من المنارات ومعه أربعة مؤذنين آخرين يؤذنون من منارات مختلفة؛ لكي يسمع أذانهم أكبر عدد من الناس لعدم وجود مكبرات الصوت ــ آنذاك ــ كما كان يصعد على أكثر من 180 درجة مصنوعة من الحجر ليتحرى مع زملائه المؤذنين ساعة الإفطار.

## حياته العلمية
حياة خاشقجي العلمية حافلة، إذ نشأ في المدينة المنورة وتعلم في مدارسها حتى أكمل المرحلة الثانوية عام 1378 هجرية، ليغادر بعدها إلى الرياض لإكمال دراسته الجامعية طالباً في كلية التجارة، لكنه قطع دراسته بعد مرور عام ليعود إلى المدينة المنورة للمكوث بجوار والده المريض، وليروي ظمأ اشتياقه لرفع الاذان في المسجد النبوي.
لقد آلت إلى خاشقجي رئاسة المؤذنين منذ عدة سنوات، بعد أن عاصر خلال أذانه في المسجد النبوي عدداً من المشايخ المؤذنين الذين أمضوا فترات طويلة في رفع الأذان.
ويقول الباحث في أدب وتاريخ المدينةالمنورة الدكتور عاصم حمدان الأستاذ في جامعة الملك عبد العزيز بجدة بأنه أدرك الشيخ عبدالرحمن خاشقجي في نهاية السبعينيات الهجرية عندما كان مؤذناً شاباً، وكان والده عبد الإله وعمه حسن إبراهيم خاشقجي يعملان مؤذنين بالمسجد النبوي، وكان ممن ظهر تلك الفترة بموهبة وعشق الأذان ما جعله يستفيد من جيل المؤذنين الكبار والصغار الذين عمل إلى جوارهم.
وأضاف حمدان: استطاع خاشقجي الحفاظ على شرف هذه المهنة، ولم يكن من المؤذنين فقط، بل كان من خيار الأسر، ومن خيار سلوك الناس، فعندما توفي شيخ مؤذني المسجد النبوي الشيخ عبد الله رجب ــ رحمه الله ــ احتار المؤذنون الكبار في من يأتي خلفاً عنه، فاختاروا عبد الرحمن خاشقجي رغم أنه أصغرهم سناً، لكونه يجل كبار المؤذنين.
ويلفت الدكتور عاصم إلى شيء من تاريخ الأذان في المدينة المنورة، إذ في عام 1400 هجرية وحد الأذان في المدينة المنورة، وقبل هذا الوقت كان ينطلق من خمس منائر هي: الرئيسية وباب السلام، والشكيلية، والسليمانية، وباب الرحمة، وقد أزيلت الأخيرة في التوسعة السعودية الأولى في بداية السبعينيات الهجرية (1370هـ/ 1950م)، كما أضيفت إلى المنائر الأربع في بداية التسعينيات الهجرية (1390هـ/ 1970م) نقطة أخرى للأذان تنطلق من المكبرية، وهو المكان المخصص للتكبير خلف الإمام.
كما يشير إلى أن بعض الأسر في المدينة المنورة اشتهرت برفع الأذان وتقديم أجيال من أفرادها لأداء هذه الشعيرة العظيمة، حتى توارثت الأذان أجيالاً متعاقبة من هذه الأسرة كالبخاري، والخاشقجي، والنجدي، والنعمان، والسمان، والعفيفي، والعينوسه، والكردي، والديولي، والحكيم، واليماني، والصيرفي، والقطان، والمهنا، ورجب، وحبش، وكمال، وعفان، وخوج... وغيرهم.